# Lunds gamla observatorium

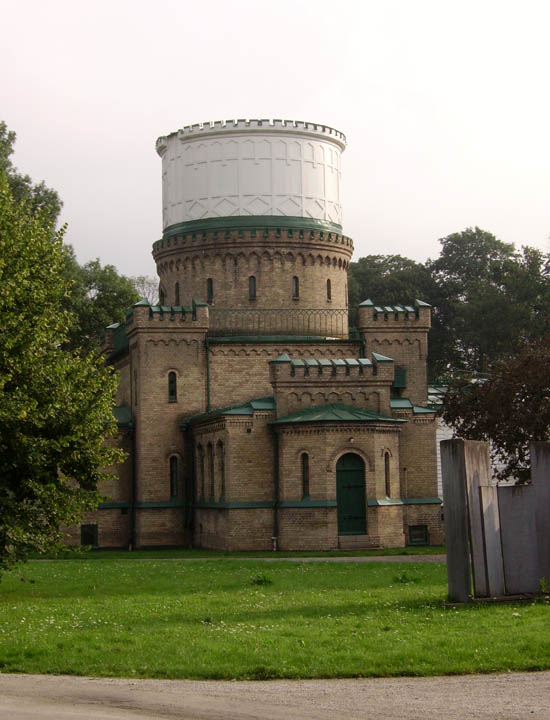
Lunds gamla observatorium från Svanegatan.

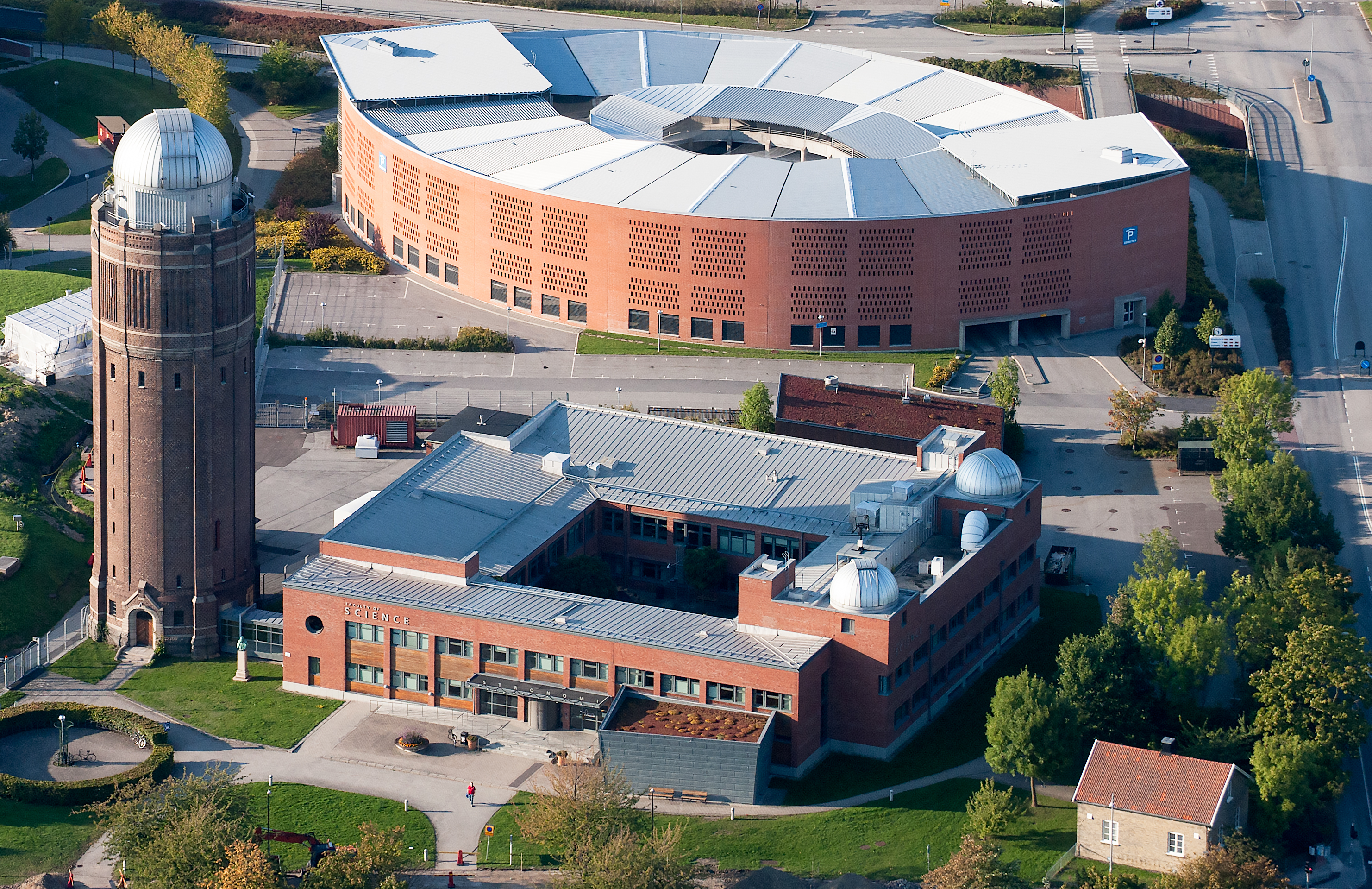
Nya Astronomihuset på Sölvegatan.

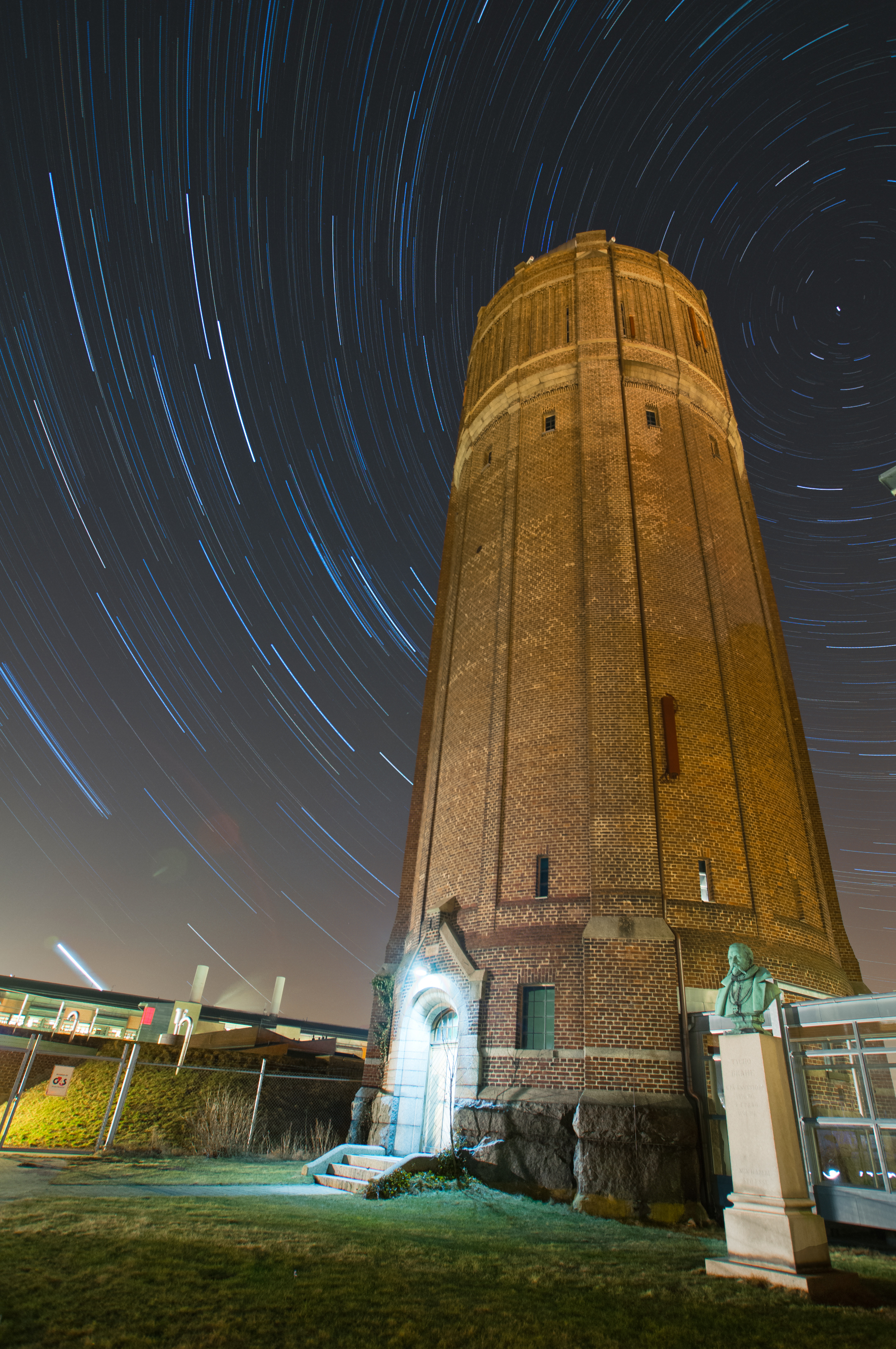
Nya Astronomihuset under en stjärnklar natt.

Lunds gamla observatorium, tidigare Lunds observatorium, invigdes 1867 och ligger vid Svanegatan i Stadsparken, precis innanför den medeltida stadsvallen Högevall i Lund.

## Historik
Före 1867 hade astronomerna haft sin verksamhet i det centralt belägna Kungshuset i Lundagård.  Observatoriebyggnaden utformades av domkyrkoarkitekten Helgo Zettervall. Senare tillkom andra byggnader i samma stil, bland annat Räknehuset från 1912.  På observatoriet användes bland annat ett 25-cm linsteleskop (refraktor) samt en meridiancirkel.  På 1950-talet producerades, på initiativ av Knut Lundmark, en panoramabild över natthimlen – Lunds observatoriums Vintergatskarta, vilken fick en stor spridning runtom i världen.  Under åren 1978–2001 fanns även ett av allmänhet och skolor mycket välbesökt planetarium, Planetariet i Lund.

## Astronomihuset
Observatoriebyggnaden var en del av Institutionen för astronomi vid Lunds universitet fram till år 2001 då institutionen flyttade till en nybyggnad, Astronomihuset, på norra universitetsområdet, intill Lunds gamla vattentorn på Sölvegatan.